# Comarca de Jardim
A Comarca de Jardim é uma comarca brasileira localizada no estado de Mato Grosso do Sul, a 250 quilômetros da capital.

## Genefralidades
Sendo uma comarca de segunda entrância, tem uma superfície total de 3412,2 km², o que totaliza 0,9% da superfície total do estado. A povoação total da comarca é de 35 mil habitantes, aproximadamente o 1,5% do total da povoação estadual, e a densidade de povoação é de 10,1 habitantes por km².
A comarca inclui os municípios de Jardim e Guia Lopes da Laguna. Limita-se com as comarcas de Porto Murtinho, Bela Vista, Ponta Porã, Maracaju, Nioaque e Bonito.
Economicamente possui PIB de R$ 367 436 000,00 e PIB per capita de R$ 10 579,48